# Azerbejdżan na Mistrzostwach Europy w Lekkoatletyce 2014
Azerbejdżan na Mistrzostwach Europy w Lekkoatletyce 2014 – reprezentacja Azerbejdżanu podczas Mistrzostw Europy w Zurychu liczyła 2 zawodników.

## Występy reprezentantów Azerbejdżanu

### Mężczyźni

#### Konkurencje biegowe
| Konkurencja    | Zawodnik        | Eliminacje | Eliminacje | Półfinał | Półfinał | Finał    | Finał | Źródło |
| Konkurencja    | Zawodnik        | Rezultat   | Poz.       | Rezultat | Poz.     | Rezultat | Poz.  | Źródło |
| -------------- | --------------- | ---------- | ---------- | -------- | -------- | -------- | ----- | ------ |
| Bieg na 5000 m | Hayle İbrahimov | —          | —          | —        | —        | 14:08,32 |       | [ 1 ]  |

##### Konkurencje techniczne
| Konkurencja | Zawodnik       | Eliminacje | Eliminacje | Finał    | Finał   | Źródło |
| Konkurencja | Zawodnik       | Rezultat   | Pozycja    | Rezultat | Pozycja | Źródło |
| ----------- | -------------- | ---------- | ---------- | -------- | ------- | ------ |
| Rzut młotem | Dmitriy Marşin | 71,42      | 19.        | NQ       | NQ      | [ 2 ]  |